# Liste des sénateurs des Hautes-Alpes
 (signalé en mai 2025).
Si vous disposez d'ouvrages ou d'articles de référence ou si vous connaissez des sites web de qualité traitant du thème abordé ici, merci de compléter l'article en donnant les références utiles à sa vérifiabilité et en les liant à la section « Notes et références ».
- Archive Wikiwix
- Bing
- Cairn
- DuckDuckGo
- E. Universalis
- Gallica
- Google
- G. Books
- G. News
- G. Scholar
- Persée
- Qwant
- (zh) Baidu
- (ru) Yandex
- (wd) trouver des œuvres sur Wikidata

Cet article présente la liste des sénateurs des Hautes-Alpes depuis la IIIe République.

## IIIeRépublique
| Mandat      | Nom                   |
| ----------- | --------------------- |
| 1876 à 1879 | Louis de Ventavon     |
| 1876 à 1896 | Xavier Blanc          |
| 1879 à 1887 | Georges Guiffrey      |
| 1888 à 1899 | Cyprien Chaix         |
| 1896 à 1912 | Joseph Grimaud        |
| 1900 à 1914 | Charles Vagnat        |
| 1912 à 1921 | Antoine Blanc         |
| 1920 à 1930 | Victor Peytral        |
| 1921 à 1924 | Victor Bonniard       |
| 1924 à 1929 | Léon Cornand          |
| 1929 à 1945 | Maurice de Rothschild |
| 1930 à 1945 | Maurice Toy-Riont     |

## IVeRépublique
- Émile Marintabouret de 1946 à 1948
- Aristide de Bardonnèche de 1948 à 1957
- Ludovic Tron de 1957 à 1959

## VeRépublique
- Ludovic Tron de 1959 à 1968
- Jean Aubin de 1968 à 1971
- Émile Didier de 1971 à 1989
- Marcel Lesbros de 1989 à 2007
- Pierre Bernard-Reymond de janvier 2007 à septembre 2014
- Jean-Yves Dusserre de septembre à décembre 2014
- Patricia Morhet-Richaud de décembre 2014 à 2020
- Jean-Michel Arnaud depuis 2020